# Fran Rubel Kuzui
Fran Rubel Kuzui (n. 1945) es una directora y productora de cine estadounidense.

## Biografía
Se graduó en la Universidad de Nueva York y en 1988 rodó su primer film Tokio Pop con buena crítica.

### Buffy
En 1992 dirigió la película Buffy la cazavampiros, con guion de Joss Whedon y protagónico de Kristy Swanson, la cual tuvo un éxito moderado. Sin embargo, la posterior serie de TV basada en el personaje y su spin-off Ángel, que la tuvieron como productora ejecutiva junto a su esposo Kaz Kuzui, convirtió ese largometraje en una obra de culto, además de volver muy popular a Fran.
En 2009, anunció que estaría involucrada en una nueva película de Buffy que sería estrenada a fines de 2011 o 2012.